# Lista över fornlämningar i Köpings kommun (Odensvi)
Lista över fornlämningar i Köpings kommun (Odensvi) är en förteckning av ett urval av de fornlämningar som finns i Odensvi i Köpings kommun.
| Namn                            | Lämningstyp                 | Tillkomsttid | Historisk indelning  | Plats | Läge                 | ID-nr          | Bild                                      |
| ------------------------------- | --------------------------- | ------------ | -------------------- | ----- | -------------------- | -------------- | ----------------------------------------- |
| Odensvi 1:1                     | Hög                         |              | Odensvi, Västmanland |       | 59.572080, 15.932738 | 10231100010001 | Ladda upp en bild av detta fornminne      |
| Odensvi 1:2                     | Stensättning                |              | Odensvi, Västmanland |       | 59.571957, 15.932909 | 10231100010002 | Ladda upp en bild av detta fornminne      |
| Odensvi 1:3                     | Hög                         |              | Odensvi, Västmanland |       | 59.572495, 15.932578 | 10231100010003 | Ladda upp en bild av detta fornminne      |
| Odensvi 2:1                     | Gravfält                    |              | Odensvi, Västmanland |       | 59.566450, 15.929086 | 10231100020001 | Ladda upp en bild av detta fornminne      |
| Odensvi 3:1                     | Röse                        |              | Odensvi, Västmanland |       | 59.584597, 15.982604 | 10231100030001 | Ladda upp en bild av detta fornminne      |
| Odensvi 3:2                     | Stensättning                |              | Odensvi, Västmanland |       | 59.584609, 15.982936 | 10231100030002 | Ladda upp en bild av detta fornminne      |
| Odensvi 4:1                     | Hög                         |              | Odensvi, Västmanland |       | 59.585711, 15.985340 | 10231100040001 | Ladda upp en bild av detta fornminne      |
| Odensvi 4:2                     | Hällristning                |              | Odensvi, Västmanland |       | 59.585569, 15.985491 | 10231100040002 | Ladda upp en bild av detta fornminne      |
| (Domaresäte) (Odensvi 5:1)      | Stensättning                |              | Odensvi, Västmanland |       | 59.580483, 15.992549 | 10231100050001 | Ladda upp en bild av detta fornminne      |
| Odensvi 6:1                     | Stensättning                |              | Odensvi, Västmanland |       | 59.577886, 15.994266 | 10231100060001 | Ladda upp en bild av detta fornminne      |
| Odensvi 8:1                     | Gravfält                    |              | Odensvi, Västmanland |       | 59.577451, 15.992397 | 10231100080001 | Ladda upp en bild av detta fornminne      |
| Odensvi 9:1                     | Hällristning                |              | Odensvi, Västmanland |       | 59.576962, 15.992779 | 10231100090001 | Ladda upp en bild av detta fornminne      |
| Odensvi 10:1                    | Gravfält                    |              | Odensvi, Västmanland |       | 59.571791, 15.993758 | 10231100100001 | Ladda upp en bild av detta fornminne      |
| Odensvi 11:1                    | Stensättning                |              | Odensvi, Västmanland |       | 59.576145, 15.991096 | 10231100110001 | Ladda upp en bild av detta fornminne      |
| Odensvi 12:1                    | Stensättning                |              | Odensvi, Västmanland |       | 59.576499, 15.989801 | 10231100120001 | Ladda upp en bild av detta fornminne      |
| Odensvi 12:2                    | Stensättning                |              | Odensvi, Västmanland |       | 59.576419, 15.989652 | 10231100120002 | Ladda upp en bild av detta fornminne      |
| Odensvi 12:3                    | Stensättning                |              | Odensvi, Västmanland |       | 59.576360, 15.989344 | 10231100120003 | Ladda upp en bild av detta fornminne      |
| Odensvi 12:4                    | Stensättning                |              | Odensvi, Västmanland |       | 59.576193, 15.989197 | 10231100120004 | Ladda upp en bild av detta fornminne      |
| Odensvi 14:1                    | Stensättning                |              | Odensvi, Västmanland |       | 59.573703, 15.991651 | 10231100140001 | Ladda upp en bild av detta fornminne      |
| Odensvi 15:1                    | Stensättning                |              | Odensvi, Västmanland |       | 59.573205, 15.991763 | 10231100150001 | Ladda upp en bild av detta fornminne      |
| Odensvi 16:1                    | Stensättning                |              | Odensvi, Västmanland |       | 59.575331, 15.989745 | 10231100160001 | Ladda upp en bild av detta fornminne      |
| Odensvi 17:1                    | Stensättning                |              | Odensvi, Västmanland |       | 59.579899, 15.993003 | 10231100170001 | Ladda upp en bild av detta fornminne      |
| Odensvi 18:1                    | Hög                         |              | Odensvi, Västmanland |       | 59.579785, 15.994689 | 10231100180001 | Ladda upp en bild av detta fornminne      |
| Odensvi 19:1                    | Gravfält                    |              | Odensvi, Västmanland |       | 59.578611, 16.004099 | 10231100190001 | Ladda upp en bild av detta fornminne      |
| Odensvi 20:1                    | Stensättning                |              | Odensvi, Västmanland |       | 59.579616, 16.005265 | 10231100200001 | Ladda upp en bild av detta fornminne      |
| Odensvi 20:2                    | Stensättning                |              | Odensvi, Västmanland |       | 59.579631, 16.004912 | 10231100200002 | Ladda upp en bild av detta fornminne      |
| Odensvi 21:1                    | Hög                         |              | Odensvi, Västmanland |       | 59.571545, 16.020759 | 10231100210001 | Ladda upp en bild av detta fornminne      |
| Odensvi 22:1                    | Gravfält                    |              | Odensvi, Västmanland |       | 59.570362, 16.025605 | 10231100220001 | Ladda upp en bild av detta fornminne      |
| Odensvi 23:1                    | Gravfält                    |              | Odensvi, Västmanland |       | 59.572929, 16.029723 | 10231100230001 | Ladda upp en bild av detta fornminne      |
| Odensvi 24:1                    | Gravfält                    |              | Odensvi, Västmanland |       | 59.571129, 16.029246 | 10231100240001 | Ladda upp en bild av detta fornminne      |
| Odensvi 25:1                    | Röse                        |              | Odensvi, Västmanland |       | 59.570407, 16.029936 | 10231100250001 | Ladda upp en bild av detta fornminne      |
| Odensvi 25:2                    | Stensättning                |              | Odensvi, Västmanland |       | 59.570261, 16.030179 | 10231100250002 | Ladda upp en bild av detta fornminne      |
| Odensvi 26:1                    | Stensättning                |              | Odensvi, Västmanland |       | 59.567183, 16.029961 | 10231100260001 | Ladda upp en bild av detta fornminne      |
| Odensvi 27:1                    | Gravfält                    |              | Odensvi, Västmanland |       | 59.567833, 16.034246 | 10231100270001 | Ladda upp en bild av detta fornminne      |
| Odensvi 28:1                    | Grav markerad av sten/block |              | Odensvi, Västmanland |       | 59.578868, 16.004293 | 10231100280001 | Ladda upp en bild av detta fornminne      |
| Odensvi 29:1                    | Stensättning                |              | Odensvi, Västmanland |       | 59.569567, 16.042716 | 10231100290001 | Ladda upp en bild av detta fornminne      |
| Odensvi 30:1                    | Gravfält                    |              | Odensvi, Västmanland |       | 59.565838, 16.041675 | 10231100300001 | Ladda upp en bild av detta fornminne      |
| Odensvi 31:1                    | Stensättning                |              | Odensvi, Västmanland |       | 59.566038, 16.031346 | 10231100310001 | Ladda upp en bild av detta fornminne      |
| Odensvi 32:1                    | Hög                         |              | Odensvi, Västmanland |       | 59.561390, 16.025576 | 10231100320001 | Ladda upp en bild av detta fornminne      |
| Odensvi 33:1                    | Gravfält                    |              | Odensvi, Västmanland |       | 59.562445, 16.025256 | 10231100330001 | Ladda upp en bild av detta fornminne      |
| Odensvi 36:1                    | Stensättning                |              | Odensvi, Västmanland |       | 59.559823, 16.031811 | 10231100360001 | Ladda upp en bild av detta fornminne      |
| Odensvi 36:2                    | Stensättning                |              | Odensvi, Västmanland |       | 59.559513, 16.032292 | 10231100360002 | Ladda upp en bild av detta fornminne      |
| Odensvi 37:1                    | Stensättning                |              | Odensvi, Västmanland |       | 59.560406, 16.027507 | 10231100370001 | Ladda upp en bild av detta fornminne      |
| Odensvi 38:1                    | Stensättning                |              | Odensvi, Västmanland |       | 59.560610, 16.023015 | 10231100380001 | Ladda upp en bild av detta fornminne      |
| Odensvi 38:2                    | Stensättning                |              | Odensvi, Västmanland |       | 59.560689, 16.022849 | 10231100380002 | Ladda upp en bild av detta fornminne      |
| Odensvi 38:3                    | Stensättning                |              | Odensvi, Västmanland |       | 59.560782, 16.022976 | 10231100380003 | Ladda upp en bild av detta fornminne      |
| Odensvi 39:1                    | Gravfält                    |              | Odensvi, Västmanland |       | 59.556709, 15.998905 | 10231100390001 | Ladda upp en bild av detta fornminne      |
| Odensvi 40:1                    | Grav- och boplatsområde     |              | Odensvi, Västmanland |       | 59.559016, 15.995374 | 10231100400001 | Ladda upp en bild av detta fornminne      |
| Odensvi 41:1                    | Röse                        |              | Odensvi, Västmanland |       | 59.564290, 16.004961 | 10231100410001 | Ladda upp en bild av detta fornminne      |
| Odensvi 42:1                    | Stensättning                |              | Odensvi, Västmanland |       | 59.570715, 15.997949 | 10231100420001 | Ladda upp en bild av detta fornminne      |
| Odensvi 43:1                    | Stensättning                |              | Odensvi, Västmanland |       | 59.570002, 16.013970 | 10231100430001 | Ladda upp en bild av detta fornminne      |
| Odensvi 44:1                    | Gravfält                    |              | Odensvi, Västmanland |       | 59.568613, 16.014888 | 10231100440001 | Ladda upp en bild av detta fornminne      |
| Jetteringen (Odensvi 45:1)      | Röse                        |              | Odensvi, Västmanland |       | 59.570606, 15.979318 | 10231100450001 | Ladda upp en bild av detta fornminne      |
| Odensvi 46:1                    | Gravfält                    |              | Odensvi, Västmanland |       | 59.567181, 15.972509 | 10231100460001 | Ladda upp en bild av detta fornminne      |
| Odensvi 47:1                    | Hög                         |              | Odensvi, Västmanland |       | 59.565668, 16.042584 | 10231100470001 | Ladda upp en bild av detta fornminne      |
| Odensvi 48:1                    | Stensättning                |              | Odensvi, Västmanland |       | 59.569983, 15.970656 | 10231100480001 | Ladda upp en bild av detta fornminne      |
| Odensvi 48:2                    | Stensättning                |              | Odensvi, Västmanland |       | 59.569853, 15.970782 | 10231100480002 | Ladda upp en bild av detta fornminne      |
| Odensvi 49:1                    | Stensättning                |              | Odensvi, Västmanland |       | 59.571869, 15.969532 | 10231100490001 | Ladda upp en bild av detta fornminne      |
| Odensvi 50:1                    | Hällristning                |              | Odensvi, Västmanland |       | 59.573439, 15.972828 | 10231100500001 | Ladda upp en bild av detta fornminne      |
| Odensvi 51:1                    | Hög                         |              | Odensvi, Västmanland |       | 59.571086, 15.970665 | 10231100510001 | Ladda upp en bild av detta fornminne      |
| Odensvi 51:2                    | Stensättning                |              | Odensvi, Västmanland |       | 59.571150, 15.970387 | 10231100510002 | Ladda upp en bild av detta fornminne      |
| Odensvi 53:1                    | Stensättning                |              | Odensvi, Västmanland |       | 59.566929, 15.962107 | 10231100530001 | Ladda upp en bild av detta fornminne      |
| Odensvi 54:1                    | Hög                         |              | Odensvi, Västmanland |       | 59.570504, 15.945432 | 10231100540001 | Ladda upp en bild av detta fornminne      |
| Odensvi 56:1                    | Röse                        |              | Odensvi, Västmanland |       | 59.568199, 15.949590 | 10231100560001 | Ladda upp en bild av detta fornminne      |
| Odensvi 57:1                    | Röse                        |              | Odensvi, Västmanland |       | 59.581509, 15.963193 | 10231100570001 | Ladda upp en bild av detta fornminne      |
| Odensvi 57:2                    | Röse                        |              | Odensvi, Västmanland |       | 59.581340, 15.962909 | 10231100570002 | Ladda upp en bild av detta fornminne      |
| Odensvi 57:3                    | Stensättning                |              | Odensvi, Västmanland |       | 59.581151, 15.962675 | 10231100570003 | Ladda upp en bild av detta fornminne      |
| Odensvi 58:1                    | Röse                        |              | Odensvi, Västmanland |       | 59.579773, 15.961510 | 10231100580001 | Ladda upp en bild av detta fornminne      |
| Odensvi 59:1                    | Gravfält                    |              | Odensvi, Västmanland |       | 59.572331, 15.943182 | 10231100590001 | Ladda upp en bild av detta fornminne      |
| Odensvi 60:1                    | Stensättning                |              | Odensvi, Västmanland |       | 59.570612, 15.943788 | 10231100600001 | Ladda upp en bild av detta fornminne      |
| Odensvi 60:2                    | Stensättning                |              | Odensvi, Västmanland |       | 59.570731, 15.943654 | 10231100600002 | Ladda upp en bild av detta fornminne      |
| Odensvi 61:1                    | Hög                         |              | Odensvi, Västmanland |       | 59.583495, 15.982403 | 10231100610001 | Ladda upp en bild av detta fornminne      |
| Odensvi 62:1                    | Gravfält                    |              | Odensvi, Västmanland |       | 59.582591, 15.982690 | 10231100620001 | Ladda upp en bild av detta fornminne      |
| Odensvi 65:1                    | Röse                        |              | Odensvi, Västmanland |       | 59.577311, 15.963941 | 10231100650001 | Ladda upp en bild av detta fornminne      |
| Odensvi 65:2                    | Stensättning                |              | Odensvi, Västmanland |       | 59.577145, 15.963711 | 10231100650002 | Ladda upp en bild av detta fornminne      |
| Odensvi 66:1                    | Stensättning                |              | Odensvi, Västmanland |       | 59.576559, 15.963587 | 10231100660001 | Ladda upp en bild av detta fornminne      |
| Stålberget (Odensvi 70:1)       | Fornborg                    |              | Odensvi, Västmanland |       | 59.588208, 15.984837 | 10231100700001 | Ladda upp en bild av detta fornminne      |
| Nogsta skans (Odensvi 71:1)     | Fornborg                    |              | Odensvi, Västmanland |       | 59.620686, 15.992721 | 10231100710001 | Ladda upp en till bild av detta fornminne |
| Odensvi 72:1                    | Stensättning                |              | Odensvi, Västmanland |       | 59.591269, 15.900091 | 10231100720001 | Ladda upp en bild av detta fornminne      |
| Odensvi 73:1                    | Stensättning                |              | Odensvi, Västmanland |       | 59.558532, 15.980413 | 10231100730001 | Ladda upp en bild av detta fornminne      |
| Odensvi 74:1                    | Stensättning                |              | Odensvi, Västmanland |       | 59.562416, 15.975542 | 10231100740001 | Ladda upp en bild av detta fornminne      |
| Odensvi 76:1                    | Stensättning                |              | Odensvi, Västmanland |       | 59.560392, 15.977778 | 10231100760001 | Ladda upp en bild av detta fornminne      |
| Odensvi 77:1                    | Gravfält                    |              | Odensvi, Västmanland |       | 59.563962, 15.973348 | 10231100770001 | Ladda upp en bild av detta fornminne      |
| Odensvi 78:1                    | Stensättning                |              | Odensvi, Västmanland |       | 59.556243, 15.970398 | 10231100780001 | Ladda upp en bild av detta fornminne      |
| Odensvi 79:1                    | Stensättning                |              | Odensvi, Västmanland |       | 59.559673, 15.964730 | 10231100790001 | Ladda upp en bild av detta fornminne      |
| Odensvi 80:1                    | Stensättning                |              | Odensvi, Västmanland |       | 59.562357, 15.962536 | 10231100800001 | Ladda upp en bild av detta fornminne      |
| Odensvi 81:1                    | Gravfält                    |              | Odensvi, Västmanland |       | 59.563302, 15.963186 | 10231100810001 | Ladda upp en bild av detta fornminne      |
| Odensvi 84:1                    | Gravfält                    |              | Odensvi, Västmanland |       | 59.571062, 15.995204 | 10231100840001 | Ladda upp en bild av detta fornminne      |
| Odensvi 86:1                    | Stensättning                |              | Odensvi, Västmanland |       | 59.574863, 16.036339 | 10231100860001 | Ladda upp en bild av detta fornminne      |
| Odensvi 87:1                    | Stensättning                |              | Odensvi, Västmanland |       | 59.575226, 16.035479 | 10231100870001 | Ladda upp en bild av detta fornminne      |
| Odensvi 89:1                    | Stensättning                |              | Odensvi, Västmanland |       | 59.578952, 15.994660 | 10231100890001 | Ladda upp en bild av detta fornminne      |
| Odensvi 89:2                    | Stensättning                |              | Odensvi, Västmanland |       | 59.579070, 15.994669 | 10231100890002 | Ladda upp en bild av detta fornminne      |
| Odensvi 89:3                    | Stensättning                |              | Odensvi, Västmanland |       | 59.578886, 15.994515 | 10231100890003 | Ladda upp en bild av detta fornminne      |
| Odensvi 90:1                    | Stensättning                |              | Odensvi, Västmanland |       | 59.571566, 16.011520 | 10231100900001 | Ladda upp en bild av detta fornminne      |
| Odensvi 91:1                    | Stensättning                |              | Odensvi, Västmanland |       | 59.575396, 16.012263 | 10231100910001 | Ladda upp en bild av detta fornminne      |
| Odensvi 93:1                    | Stensättning                |              | Odensvi, Västmanland |       | 59.574053, 16.017908 | 10231100930001 | Ladda upp en bild av detta fornminne      |
| Odensvi 94:1                    | Stensättning                |              | Odensvi, Västmanland |       | 59.574995, 16.005566 | 10231100940001 | Ladda upp en bild av detta fornminne      |
| Odensvi 96:1                    | Stensättning                |              | Odensvi, Västmanland |       | 59.569098, 16.015545 | 10231100960001 | Ladda upp en bild av detta fornminne      |
| Odensvi 98:1                    | Stensättning                |              | Odensvi, Västmanland |       | 59.623122, 16.029709 | 10231100980001 | Ladda upp en bild av detta fornminne      |
| Odensvi 100:1                   | Hällristning                |              | Odensvi, Västmanland |       | 59.568352, 15.989475 | 10231101000001 | Ladda upp en bild av detta fornminne      |
| Odensvi 100:2                   | Hällristning                |              | Odensvi, Västmanland |       | 59.568159, 15.989212 | 10231101000002 | Ladda upp en bild av detta fornminne      |
| Odensvi 101:1                   | Gravfält                    |              | Odensvi, Västmanland |       | 59.601399, 16.010950 | 10231101010001 | Ladda upp en bild av detta fornminne      |
| Odensvi 102:1                   | Stensättning                |              | Odensvi, Västmanland |       | 59.600648, 16.014830 | 10231101020001 | Ladda upp en bild av detta fornminne      |
| Nogsta skans (Odensvi 103:1)    | Stensättning                |              | Odensvi, Västmanland |       | 59.594961, 15.995514 | 10231101030001 | Ladda upp en bild av detta fornminne      |
| Nogsta skans (Odensvi 103:2)    | Stensättning                |              | Odensvi, Västmanland |       | 59.595035, 15.995710 | 10231101030002 | Ladda upp en bild av detta fornminne      |
| Odensvi 105:1                   | Hällristning                |              | Odensvi, Västmanland |       | 59.565190, 16.041147 | 10231101050001 | Ladda upp en bild av detta fornminne      |
| Odensvi 106:1                   | Hällristning                |              | Odensvi, Västmanland |       | 59.566134, 16.036961 | 10231101060001 | Ladda upp en bild av detta fornminne      |
| Odensvi 106:2                   | Hällristning                |              | Odensvi, Västmanland |       | 59.566229, 16.036930 | 10231101060002 | Ladda upp en bild av detta fornminne      |
| Odensvi 107:1                   | Hällristning                |              | Odensvi, Västmanland |       | 59.566626, 16.032819 | 10231101070001 | Ladda upp en bild av detta fornminne      |
| Odensvi 108:1                   | Hällristning                |              | Odensvi, Västmanland |       | 59.566165, 16.030714 | 10231101080001 | Ladda upp en bild av detta fornminne      |
| Odensvi 109:1                   | Hällristning                |              | Odensvi, Västmanland |       | 59.565035, 16.034641 | 10231101090001 | Ladda upp en bild av detta fornminne      |
| Odensvi 110:1                   | Stensättning                |              | Odensvi, Västmanland |       | 59.567702, 15.961836 | 10231101100001 | Ladda upp en bild av detta fornminne      |
| Odensvi 113:1                   | Stensättning                |              | Odensvi, Västmanland |       | 59.573440, 15.951639 | 10231101130001 | Ladda upp en bild av detta fornminne      |
| Odensvi 114:1                   | Gravfält                    |              | Odensvi, Västmanland |       | 59.579033, 15.952326 | 10231101140001 | Ladda upp en bild av detta fornminne      |
| Odensvi 119:1                   | Hög                         |              | Odensvi, Västmanland |       | 59.603261, 16.013602 | 10231101190001 | Ladda upp en bild av detta fornminne      |
| Odensvi 120:1                   | Gravfält                    |              | Odensvi, Västmanland |       | 59.589244, 15.995621 | 10231101200001 | Ladda upp en bild av detta fornminne      |
| Odensvi 125:1                   | Hällristning                |              | Odensvi, Västmanland |       | 59.563015, 16.021770 | 10231101250001 | Ladda upp en bild av detta fornminne      |
| Odensvi 126:1                   | Hällristning                |              | Odensvi, Västmanland |       | 59.560443, 16.023708 | 10231101260001 | Ladda upp en bild av detta fornminne      |
| Odensvi 127:1                   | Hällristning                |              | Odensvi, Västmanland |       | 59.557894, 16.022711 | 10231101270001 | Ladda upp en bild av detta fornminne      |
| Odensvi 127:2                   | Hällristning                |              | Odensvi, Västmanland |       | 59.557815, 16.022916 | 10231101270002 | Ladda upp en bild av detta fornminne      |
| Odensvi 128:1                   | Hällristning                |              | Odensvi, Västmanland |       | 59.564378, 16.032648 | 10231101280001 | Ladda upp en bild av detta fornminne      |
| Odensvi 129:1                   | Hällristning                |              | Odensvi, Västmanland |       | 59.564359, 16.033200 | 10231101290001 | Ladda upp en bild av detta fornminne      |
| Odensvi 130:1                   | Hällristning                |              | Odensvi, Västmanland |       | 59.560990, 16.032233 | 10231101300001 | Ladda upp en bild av detta fornminne      |
| Odensvi 131:1                   | Hällristning                |              | Odensvi, Västmanland |       | 59.563454, 16.042372 | 10231101310001 | Ladda upp en bild av detta fornminne      |
| Odensvi 133:1                   | Stensättning                |              | Odensvi, Västmanland |       | 59.558887, 16.035348 | 10231101330001 | Ladda upp en bild av detta fornminne      |
| Odensvi 135:1                   | Stensättning                |              | Odensvi, Västmanland |       | 59.559268, 16.027829 | 10231101350001 | Ladda upp en bild av detta fornminne      |
| Odensvi 139:1                   | Stensättning                |              | Odensvi, Västmanland |       | 59.559962, 15.996128 | 10231101390001 | Ladda upp en bild av detta fornminne      |
| Odensvi 142:1                   | Stensättning                |              | Odensvi, Västmanland |       | 59.558685, 15.978885 | 10231101420001 | Ladda upp en bild av detta fornminne      |
| Odensvi 142:2                   | Stensättning                |              | Odensvi, Västmanland |       | 59.558577, 15.979083 | 10231101420002 | Ladda upp en bild av detta fornminne      |
| Odensvi 143:1                   | Hällristning                |              | Odensvi, Västmanland |       | 59.558975, 15.979545 | 10231101430001 | Ladda upp en bild av detta fornminne      |
| Grävlingsberget (Odensvi 144:1) | Fornborg                    |              | Odensvi, Västmanland |       | 59.588304, 16.001703 | 10231101440001 | Ladda upp en bild av detta fornminne      |
| Odensvi 147:1                   | Hög                         |              | Odensvi, Västmanland |       | 59.616855, 16.019419 | 10231101470001 | Ladda upp en bild av detta fornminne      |
| Odensvi 148:1                   | Stensättning                |              | Odensvi, Västmanland |       | 59.610680, 16.015889 | 10231101480001 | Ladda upp en bild av detta fornminne      |
| Odensvi 152:1                   | Stensättning                |              | Odensvi, Västmanland |       | 59.579968, 15.940129 | 10231101520001 | Ladda upp en bild av detta fornminne      |
| Odensvi 153:1                   | Stensättning                |              | Odensvi, Västmanland |       | 59.570660, 15.970192 | 10231101530001 | Ladda upp en bild av detta fornminne      |
| Odensvi 154:1                   | Stensättning                |              | Odensvi, Västmanland |       | 59.577076, 15.937441 | 10231101540001 | Ladda upp en bild av detta fornminne      |
| Odensvi 159:1                   | Stensättning                |              | Odensvi, Västmanland |       | 59.617460, 16.018041 | 10231101590001 | Ladda upp en bild av detta fornminne      |
| Sjöhagsberget (Odensvi 161:1)   | Fornborg                    |              | Odensvi, Västmanland |       | 59.634505, 15.920929 | 10231101610001 | Ladda upp en bild av detta fornminne      |
| Odensvi 187                     | Hällristning                |              | Odensvi, Västmanland |       | 59.583322, 15.983007 | 12000000102921 | Ladda upp en bild av detta fornminne      |
| Odensvi 188                     | Hällristning                |              | Odensvi, Västmanland |       | 59.583403, 15.982702 | 12000000102924 | Ladda upp en bild av detta fornminne      |
| Römosstorp (Odensvi 407)        | Lägenhetsbebyggelse         |              | Odensvi, Västmanland |       | 59.629096, 15.851757 | 12000000134220 | Ladda upp en bild av detta fornminne      |
| Odensvi 431                     | Stensättning                |              | Odensvi, Västmanland |       | 59.559899, 16.003310 | 12000000134296 | Ladda upp en bild av detta fornminne      |
| Odensvi 447                     | Gravfält                    |              | Odensvi, Västmanland |       | 59.580349, 16.032751 | 12000000134316 | Ladda upp en bild av detta fornminne      |
| Odensvi 471                     | Stensättning                |              | Odensvi, Västmanland |       | 59.575059, 15.934876 | 12000000134346 | Ladda upp en bild av detta fornminne      |
| Odensvi 473                     | Stensättning                |              | Odensvi, Västmanland |       | 59.575038, 15.935037 | 12000000134348 | Ladda upp en bild av detta fornminne      |
| Köping 175:1                    | Stensättning                |              | Odensvi, Västmanland |       | 59.558676, 16.034481 | 10230201750001 | Ladda upp en bild av detta fornminne      |